# Kamal Tabrizi
Pour les articles homonymes, voir Tabrizi.
Kamal Tabrizi (en persan : کمال تبریزی) est un réalisateur iranien. Il est né le 28 octobre 1959 à Téhéran.

## Filmographie
- 1988 : Passage (Oboor)
- 1990 : Dar Maslakh-e Eshgh
- 1993 : Enfant Champion (Payan-e Kudaki (Kudak-e Ghahreman))
- 1995 : Leily est avec moi (Leily Ba Man Ast)
- 1997 : Amour maternel (Mehr-e Madari)
- 1998 : Sheida
- 2001-2002 : Tapis du vent (Farsh-e Bad)
- 2002 : Parfois regarde au ciel (Gahi Be Aseman Negah Kon)
- 2003 : Kaze no jūtan (風の絨毯?)
- 2004  : Marmoulak
- 2005 : Un morceau de pain (Yek Tekkeh Nan)
- 2008 : There's Always a Woman in Between (Hamisheh paye yek zan dar mian ast)
- 2014 : Tabagheye hasas
- 2016 : Mina's Choice (Emkane Mina)
- 2018 : Sly
- 2019 : We Are All Together (Ma hame baham hastim)
- 2021 : A Bumpy Story (Dastan-e Dast-andaz)